# Casa Grande (película de 2014)
Casa Grande es una película de 2014 dirigida y escrita por el director brasileño Fellipe Barbosa junto a la guionista Karen Sztajnberg. Rodada íntegramente en Río de Janeiro, el filme (el primero del director) es un drama social en el cual se denuncia el elitismo de una clase acomodada en decadencia a través de los ojos de Jean, un adolescente sobreprotegido que cambia su visión del mundo al conocer la realidad menos privilegiada de su país; en palabras del propio director, “Es autobiográfica, pero muy construida. […] Es un tema muy reciente que quería dramatizar”. Fue estrenada el 12 de abril de 2015.

## Sinopsis
Por las alusiones a hechos reales del Brasil contemporáneo la película se sitúa en el año 2012. Jean Cavalcanti es el hijo adolescente de una familia acomodada; asiste al instituto privado para chicos São Bento y aspira a estudiar producción musical, aunque a las puertas de los exámenes de Selectividad se inclina por Derecho y Economía, disciplinas elegidas por su padre. Su vida es la normal de cualquier chico de clase alta: sale de fiesta con sus amigos, estudia poco y no muestra ningún interés por la realidad de su país, dedicándose sencillamente a imitar los discursos de su padre.
Mientras tanto, la economía familiar se tambalea; la empresa en la que trabaja el padre, OGX, está al borde de la quiebra y los problemas financieros obligan a despedir al chófer y tomar medidas de ahorro, como el uso del transporte público para ir al colegio o el cuidado personal del jardín. En uno de los viajes en autobús Jean conoce a Luiza, una chica de su edad que estudia en el colegio público y de la cual Jean sospecha que vive en las favelas. Su relación con ella no será cuestionada por sus padres hasta que, en una comida familiar, Luiza es atacada por defender la “Ley de cuotas” aprobada por la presidenta para destinar parte de las plazas universitarias a alumnos no blancos. Tras este incidente, Jean empieza a cuestionarse la autoridad paterna y descubre una realidad mucho más amplia de su país fuera de su zona de confort.

## Reparto
- Thales Cavalcanti como Jean Cavalcanti, un adolescente de 17 años apasionado de la música que busca la aceptación paterna a través de los estudios, haciendo trampa en los exámenes para sacar buenas notas. Su escapatoria de la sobreprotección paterna son Severino y Rita, dos sirvientes de la casa con quienes comparte sus confidencias más íntimas, y su novia Luiza, que le abre los ojos a la realidad menos privilegiada de Rio.

- Marcello Novaes como Hugo Cavalcanti, padre de Jean y Nathalie y empresario del OGX. De carácter despótico y clasista, intenta inculcar a su hijo sus valores de nuevo rico, instándole a dirigir sus estudios hacia ramas como la Economía o el Derecho y transmitiéndole su discurso personal. Al mismo tiempo, su acomodada vida se tambalea por la inminente quiebra de su empresa, habiendo de enfrentarse a la bancarrota familiar.

- Suzana Pires como Sonia Cavalcanti, esposa de Hugo y madre de Jean y Nathalie. Su posición le permite no trabajar y dedicarse únicamente a dar clases particulares de francés a sus amigas, hasta que la economía familiar le obliga a buscar trabajo fuera de casa como comercial de productos de belleza.

- Alice Melo como Nathalie Cavalcanti, hermana de Jean. Con catorce años, se muestra como una adolescente inconformista, ignorada por sus padres y su hermano; ella, en respuesta, es la única dentro del núcleo familiar que se muestra reacia a aceptar el discurso elitista de su padre.

- Bruna Amaya como Luiza, una estudiante del instituto público, también apasionada de la música, de quien Jean se enamora. De padre japonés y madre mestiza, recibe el rechazo de los padres de Jean y sus amigos, quienes la ridiculizan por su posición social y su defensa de las clases discriminadas.

- Clarissa Pinheiro como Rita, sirvienta en la casa familiar. De carácter liberal y seductor, entabla una cuestionable relación con Jean a espaldas de la familia, hablándole de sexo o dándole tabaco a escondidas. Es despedida por Sonia cuando esta rebusca en los objetos personales de Rita y encuentra fotos suyas de carácter sexual tomadas en la casa.

- Gentil Cordeiro como Severino Marinho, chófer de la familia con quien Jean desarrolla la relación que no tiene por su padre. Es despedido por Hugo cuando la familia empieza a verse en aprietos económicos, hecho que oculta a sus hijos para evitar sus reproches.

- Marilia Coelho como Noemia, sirvienta en la casa familiar. Es la que muestra un rechazo mucho más abierto por sus jefes y su falta de valores, hasta que finalmente decide renunciar a su puesto de trabajo.

## Premios[4]
- Premio del público, de la crítica francesa y de la Federación Internacional de Prensa Cinematográfica (FIPRESCI) en el Festival de Cine Latino de Toulouse 2014
- Premio del público a la Mejor Película en el Festival do Rio 2014 (Brasil)
- Premio de la crítica a la Mejor Película en la Mostra Internacional de Cinema de Saõ Paulo 2014
- Mención honorífica en el CPH PIX 2014 (Dinamarca)